# Título de crédito
De maneira geral, denominam-se títulos de crédito os papéis representativos de uma obrigação e emitidos em conformidade com a legislação específica de cada tipo ou espécie. A definição mais corrente para título de crédito, elaborada pelo jurista italiano Cesare Vivante, é: "Documento necessário para o exercício do direito, literal e autônomo, nele mencionado.". Tal conceito agrega os principais princípios básicos da categoria do documento, sendo estes a cartularidade, literalidade e autonomia.
Todos os elementos fundamentais para se configurar o crédito decorrem da noção de confiança e tempo. A confiança é necessária, pois o crédito se assegura numa promessa de pagamento, e o tempo também, pois o sentido do crédito é, justamente, o pagamento futuro combinado, pois se fosse à vista, perderia a ideia de utilização para devolução posterior.

## Classificação
A classificação mais importante dos títulos de crédito é feita quanto a sua circulação, da seguinte maneira:
- Títulos ao portador, que são aqueles que não expressam o nome da beneficiada. Tem como característica a facilidade de circulação, pois se processa com a simples tradição.
- Títulos nominativos, que são os que possuem o nome do beneficiário. Portanto, tem por característica o endosso em preto
- Títulos à ordem, que possuem as seguintes características:

1. O título à ordem pode ser subscrito por mais de um devedor.
2. Os vários devedores respondem, na falta de cláusula em contrário constante do título, solidariamente para com o credor, que os pode demandar individual ou coletivamente, sem estar adstrito a observar a ordem por que se obrigaram.
3. O fato de o credor fazer valer o seu direito contra um dos co-obrigados não impede que faça valer o seu direito contra os outros, mesmo que posteriores àquele.[1]

## Princípios
- Literalidade: " é literal no sentido de que, quanto ao conteúdo, à extensão e às modalidades desse direito, é decisivo exclusivamente o teor do título". (Messineo) [1]

- Cartularidade: "o credor do título de crédito deve provar que se encontra na posse do documento para exercer o direito nele mencionado". (Fábio Ulhoa Coelho)

Documento necessário ao exercício do direito vem da palavra cártula, análogo à cartela. (Houaiss)
- Autonomia: "os vícios que comprometem a validade de uma relação jurídica, documentada em título de crédito, não se estendem às demais relações abrangidas no mesmo documento".

- Abstração: "ocorre em algum títulos de crédito (cite-se a nota promissória e a letra de câmbio) – podem ser emitidos independente da causa que lhes deu origem".

- Independência: "alguns títulos de crédito valem por si só, independe de qualquer outro documento".

## Sistema de crédito
| Título de Crédito | Letra de câmbio            | Nota promissória                       | Cheque                      | Duplicata                                         |
| ----------------- | -------------------------- | -------------------------------------- | --------------------------- | ------------------------------------------------- |
| Legislação        | Lei Uniforme de Genebra    | Lei Uniforme de Genebra                | Lei 7.357/85                | Lei 5.474/68                                      |
| Natureza          | ordem de pagamento         | promessa de pagamento                  | ordem de pagamento          | ordem de pagamento                                |
| Partes            | sacador e sacado/aceitante | emitente/devedor e credor/beneficiário | sacado (banco) e favorecido | sacador (empresário) e sacado/aceitante (devedor) |

## Cambiariformes
Os cambiariformes, ou chamados de títulos de crédito impróprios, exercem as mesmas funções de um título de crédito, só que, na verdade, não o são. Neste parâmetro se enquadram duplicata e cheque.